# Masato Kudo
Masato Kudo (工藤 壮人, Kudo Masato, (Tokio, 6 mei 1990 – 21 oktober 2022) was een Japans voetballer die als aanvaller speelde.

## Carrière
Masato Kudo tekende in 2009 bij Kashiwa Reysol.

## Overlijden
Kudo overleed in 2022, 32 jaar oud, aan de complicaties van een hersenoperatie.

## Statistieken
| Japans voetbalelftal | Japans voetbalelftal | Japans voetbalelftal |
| Jaar                 | Wed.                 | Dlp.                 |
| -------------------- | -------------------- | -------------------- |
| 2013                 | 4                    | 2                    |
| Totaal               | 4                    | 2                    |